# لری ابولادزه
لری ابولادزه (به گرجی: ლერი აბულაძე، متولد ۱۹ ژانویه ۱۹۹۹) کشتی‌گیر فرنگی‌کار تیم ملی گرجستان است. از افتخارات وی می‌توان به کسب مدال طلا قهرمانی کشتی جهان ۲۰۲۳ و مدال نقره قهرمانی کشتی جهان ۲۰۲۱ و قهرمانی کشتی جهان ۲۰۲۲ اشاره کرد.

## فعالیت حرفه ای

### قهرمانی کشتی جهان ۲۰۲۱
ابولادزه در ابتدا سلطان اوسیتلی از قزاقستان را با نتیجه ۵ بر ۴ شکست داد و سپس کنسوکه شیمیزو از ژاپن را با نتیجه ۵ بر ۴ مغلوب کرد و در نیمه نهایی با اریک توربا از مجارستان کشتی گرفت و او را با نتیجه ۷ بر ۱ شکست داد و به فینال راه یافت. در فینال از میثم دلخانی با نتیجه ۵ بر ۴ شکست خورد و به مدال نقره این وزن دست یافت.

### قهرمانی کشتی جهان ۲۰۲۲
ابولادزه در وزن ۶۳ کیلوگرم کشتی فرنگی مسابقات قهرمانی کشتی جهان ۲۰۲۲ بلگراد شرکت کرد، او در این مسابقات تیو ارباتو از چین، تینار شارشنبکوف از قرقیزستان و علیرضا نجاتی از ایران را شکست داد و به فینال رسید. وی در دیدار نهایی به سباستین ناد از صربستان باخت و به مدال نقره رسید.

### قهرمانی کشتی جهان ۲۰۲۳
ابولادزه در وزن ۶۳ کیلوگرم کشتی فرنگی قهرمانی کشتی جهان ۲۰۲۳ بلگراد شرکت کرد، او در این مسابقات انس باشار از ترکیه، الکساندر هروشین از اوکراین و استفان کلمنت از فرانسه را شکست داد و به فینال رسید. وی در فینال مراد ممدوف از آذربایجان را شکست داد و مدال طلا را بدست آورد.